# Philodryas boliviana
Philodryas boliviana — вид змій родини полозових (Colubridae). Ендемік Болівії.

## Поширення і екологія
Philodryas boliviana відомі за кількома зразками, зібраними в околицях міст Ла-Пас і Кочабамба. Вони живуть на вологих високогірних луках пуни та у чагарниках пре-пуни.